# Money for Nothing (album Dire Straits)
Money for Nothing è la prima raccolta del gruppo musicale Dire Straits, pubblicata nel 1988 e rimasterizzata (come tutti gli altri album da studio del gruppo) nel 1996.

## Descrizione
L'album ha raggiunto la prima posizione in classifica in Francia, nel Regno Unito, nei Paesi Bassi ed in Svizzera, la seconda in Italia, Germania e Nuova Zelanda, la terza in Austria, Norvegia ed Australia, e l'ottava in Svezia. Ha venduto circa 14 milioni di copie nel mondo, il che ne fa una delle raccolte musicali più vendute di sempre. In Italia fu il 4º album più venduto nel 1989.
L'album è rimasto in commercio fino al 1998 quando è stato sostituito dall'altra raccolta Sultans of Swing: The Very Best of Dire Straits; da quell'anno è fuori catalogo.
Il 17 giugno 2022 il disco è stato ripubblicato in LP, e include la versione live di Telegraph Road omessa dalla versione originale in vinile, pubblicata nel 1988. La versione rilasciata per lo streaming, originariamente includeva una versione alternativa di Sultans of Swing, utilizzata per il rilascio come singolo nel 1978, prima di essere sostituita con la versione dell'album.

## Tracce
1. Sultans of Swing (full version) - 5:46
2. Down to the Waterline - 4:00
3. Portobello Belle (live) - 4:33
4. Twisting by the Pool (remix) - 3:30
5. Tunnel of Love - 8:10
6. Romeo and Juliet - 5:56
7. Where Do You Think You're Going? (alternate version) - 3:30
8. Walk of Life - 4:08
9. Private Investigations (edit version) - 5:50
10. Telegraph Road (live-remix) - 12:00 (solo su versione cd)
11. Money for Nothing (edit version) - 4:05
12. Brothers in Arms (edit version) - 4:50

## Classifiche
| Classifica (1988) | Posizione massima |
| ----------------- | ----------------- |
| Australia         | 3                 |
| Austria           | 3                 |
| Europa            | 1                 |
| Finlandia         | 1                 |
| Francia           | 1                 |
| Germania          | 2                 |
| Italia            | 2                 |
| Norvegia          | 3                 |
| Nuova Zelanda     | 2                 |
| Paesi Bassi       | 1                 |
| Regno Unito       | 1                 |
| Spagna            | 1                 |
| Stati Uniti       | 62                |
| Svezia            | 8                 |
| Svizzera          | 1                 |